# زنبور نی‌نشین
زنبور نی‌نشین (نام علمی: Exoneura robusta) نام یک گونه از بالاخانواده زنبورواران است.